# Bølling Sogn
Bølling Sogn er et sogn i Skjern Provsti (Ribe Stift).
I 1800-tallet var Sædding Sogn anneks til Bølling Sogn. Begge sogne hørte til Bølling Herred i Ringkøbing Amt. Bølling-Sædding sognekommune blev ved kommunalreformen i 1970 indlemmet i Skjern Kommune, der ved strukturreformen i 2007 indgik i Ringkøbing-Skjern Kommune.
I Bølling Sogn ligger Bølling Kirke.
I sognet findes følgende autoriserede stednavne:
- Bølling (bebyggelse)
- Bølling Mejeriby (bebyggelse)
- Sønderby (bebyggelse)
- Østerby (bebyggelse, ejerlav)